# Вогні у сутінках
«Вогні у сутінках» (фін. Laitakaupungin valot) — фільм, кримінальна драма фінського режисера Акі Каурісмякі 2006 року.